# Tyler Bass
Tyler Royce Bass (Columbia, Carolina del Sur, 14 de febrero de 1997) más conocido como Tyler Bass, es un jugador profesional estadounidense de fútbol americano que se desempeña en la posición de placekicker en Buffalo Bills, equipo de la National Football League (NFL).

## Carrera
Fue seleccionado en la sexta ronda en la Reunión Anual de Selección de Jugadores de la NFL de 2020. Hizo su debut profesional con el equipo Buffalo Bills, donde juega hace cuatro temporadas.